# دومینیک پینان
دومینیک پینان (فرانسوی: Dominique Pinon‎؛ زادهٔ ۴ مارس ۱۹۵۵) بازیگر اهل فرانسه است. وی از سال ۱۹۸۰ میلادی تاکنون مشغول فعالیت بوده‌است.

## فیلم‌شناسی
از فیلم‌ها یا برنامه‌های تلویزیونی که وی در آنها نقش داشته‌است می‌توان به نامت یوستینه است، دیوانه‌وار، بیگانه: رستاخیز، سرنوشت شگفت‌انگیز املی پولن، یکشنبه طولانی نامزدی، به گل رز خوش آمدید و پل سن لوئیس ری اشاره کرد.